# Francis Fox
Francis Fox PC QC (* 12. Februar 1939 in Montreal, Québec; † 24. September 2024) war ein kanadischer Rechtsanwalt und Politiker der Liberalen Partei Kanadas, der sowohl Abgeordneter des Unterhauses als auch Mitglied des Senats sowie zeitweise Minister war.

## Leben
Nach dem Schulbesuch absolvierte Fox zunächst ein Studium, das er mit einem Bachelor of Arts (B.A.) als auch mit einem Master of Arts abschloss. Ein postgraduales Studium der Rechtswissenschaften beendete er zunächst mit einem Licentiate of Laws (LL.L.) und dann mit einem Master of Laws (LL.M.). Nach Beendigung des Studiums war er als Rechtsanwalt tätig.
Bei der Unterhauswahl am 30. Oktober 1972 wurde er als Kandidat der Liberalen Partei erstmals zum Abgeordneten in das Unterhaus gewählt und vertrat dort bis zu seiner Wahlniederlage bei der Wahl vom 4. September 1984 den Wahlkreis Argenteuil-Deux-Montagnes in Québec sowie zuletzt seit 1979 den Wahlkreis Blainville-Deux-Montagnes. Während seiner langjährigen Abgeordnetentätigkeit war er Mitglied verschiedener Ständiger Ausschüsse sowie zwischen September 1974 und Oktober 1976 Vize-Vorsitzender des Ständigen Ausschusses für Justiz und Rechtsangelegenheiten und zeitgleich Vorsitzender des Sonderausschusses für den Eiermarkt.
Am 10. Oktober 1975 wurde Fox zunächst Parlamentarischer Sekretär beim Justizminister und Generalstaatsanwalt und wurde danach am 14. September 1976 Solcitor General im Kabinett von Premierminister Pierre Trudeau und bekleidete dieses Amt bis zu seinem Rücktritt aus persönlichen Gründen am 27. Januar 1978.
Am 3. März 1980 berief ihn Premierminister Trudeau zum Kommunikationsminister in dessen neue Regierung und bekleidete dieses Ministeramt bis zum 29. Juni 1984. Zeitgleich war er vom 3. März 1980 bis zum 21. September 1981 auch Staatssekretär für Kanada sowie zuletzt vom 30. Juni 1984 bis zum 16. September 1984 Minister für international Handel. Nach seinem Ausscheiden aus dem Unterhaus und der Regierung war Fox wieder als Rechtsanwalt tätig.
Am 29. August 2005 wurde Fox auf Vorschlag von Premierminister Paul Martin, dessen Erster Sekretär (Principal Secretary) er von 2004 bis 2006 war, Mitglied des Senats und vertrat in diesem den Senatsbezirk (Senatorial Division) von Victoria. Am 2. Dezember 2011 legte er sein Senatsmandat nieder und damit genau drei Jahre vor dem Höchstalter von 75 Lebensjahren. Während seiner sechsjährigen Senatsmitgliedschaft war Fox wiederum Mitglied zahlreicher Ständiger Ausschüsse.
Am 12. September 2024 verstarb Francis Fox im Alter von 85  Jahren.

## Veröffentlichungen
- The impact of the Free Trade Agreement on the audiovisual industries in Canada, Mitautoren Jean-Pierre Blais und Claude Brunet, Verlag Martineau Walker, Montreal 1988